# Robert Jablon
Robert Jablon, ursprünglich Robert Jablonski (* 29. April 1909 in Paris; † 2. März 2008) war ein deutsch-französischer Jurist. Er wurde bekannt als „Kinderretter von LaGuette“, als er während des Zweiten Weltkriegs einige hundert jüdische Kinder vor der Deportation in nationalsozialistische Vernichtungslager bewahrte.

## Leben und Tätigkeit
Robert Jablon wurde als Sohn eines deutschen Kaufmanns geboren. Er wuchs in Darmstadt auf. Nach dem Schulbesuch studierte er Rechtswissenschaften. 1931 bestand er die erste juristische Staatsprüfung. Anschließend wurde er bis 1933 an verschiedenen preußischen Gerichten als Referendar verwendet. Politisch gehörte er der Sozialdemokratischen Partei an. Seit 1932 gehörte er der außerdem unter dem Decknamen Wagner der linkssozialistischen Kaderorganisation Neu Beginnen an.
Im Sommer 1932 trug Jablonski als Referendar beim Berliner Landgericht dazu bei, dass ein Prozess gegen
Carl von Ossietzky, den Herausgeber der Zeitschrift Weltbühne, der die Verbreitung der auf Kurt Tucholsky zurückenden Äußerung „Soldaten sind Mörder“ in seiner Zeitschrift erlaubt hatte und deswegen wegen Beleidigung angeklagt worden war, mit einem Freispruch endete, indem er den Vorsitzenden Richter bei der Erörterung des Falles überzeugte, dass dies eine Kollektivbeleidigung sei, die nach der Rechtsprechung des Reichsgerichts als straffrei anzusehen sei. Das Urteil, das Jablonski im Auftrag des Vorsitzenden ausfertigte, fiel entsprechend aus und sprach Ossietzky frei. Das Berliner Kammergericht als Revisionsinstanz bestätigte das Urteil später.
Nach dem Machtantritt der Nationalsozialisten wurde Jablonski, gemäß den Bestimmungen des Gesetzes zur Wiederherstellung des Berufsbeamtentums aufgrund seiner jüdischen Abstammung aus dem Staatsdienst entlassen. Am 15. September 1935 emigrierte er in die Tschechoslowakei. Im März 1936 reiste er nach Paris weiter, wo er seinen Namen in Jablon änderte. Dort wurde er 1938 eingebürgert.
Nach den als Reichskristallnacht bekannt gewordenen Pogromen in Deutschland vom 9. November 1938 wurde Jablon Generalsekretär einer Organisation, die sich der Aufgabe verschrieb, jüdische Kinder aus Deutschland und Österreich zu evakuieren. Die ersten 130 dieser Kinder verließen Berlin am 20. März 1939 in einem Zug, der sie zu dem Rothschildschen Jagdschloss Chateau de la Guette bei Paris brachte. Die von Jablon aufgezogene Organisation übernahm die Vormundschaft über die Kinder.
Nach der deutschen Besetzung Frankreichs wurden die Kinder in die Auvergne gebracht. Nachdem er Fremdenpolizei im Innenministerium des Vichy-Regimes überzeugen konnte, Ausreisebewilligungen für zwei Dutzend Kinder zu erteilen, reisten diese im Juni 1941 via Lissabon nach New York. Mehrere Dutzend weitere Kinder konnten während der Dauer der deutschen Besatzung in Frankreich versteckt werden. Feststellungen aus der Nachkriegszeit ergaben, dass 130 von Jablon aus Deutschland herausgeschleusten Kindern 90 überlebten, während das Schicksal der übrigen 40 unbekannt ist.
Von den deutschen Polizeiorganen zum Staatsfeind deklariert, war er bereits im Frühjahr 1940 vom Reichssicherheitshauptamt – das ihn irrtümlich in Großbritannien vermutete – auf die Sonderfahndungsliste G.B. gesetzt worden, ein Verzeichnis von Personen, die im Falle einer erfolgreichen Invasion und Besetzung der britischen Insel durch die deutsche Wehrmacht von Sonderkommandos der SS, die den Besatzungstruppen folgen sollten, mit besonderer Priorität ausfindig gemacht und verhaftet werden sollten. Nachdem man in Berlin erfuhr, dass er sich im Herrschaftsbereich des Vichy-Regimes aufhielt, wurde seine Auslieferung gemäß Artikel 19 des deutsch-französischen Waffenstillstandsabkommens von 1940 beantragt. Außerdem entzog die Regierung von Philippe Pétain ihm durch ein Sonderdekret die französische Staatsbürgerschaft. Er entzog sich den Nachstellungen der Vichy-Polizei und der Nationalsozialisten, indem er mit Hilfe von Freunden in der Résistance in den Untergrund ging und sich schließlich in die Schweiz absetzte.
Nach dem Zweiten Weltkrieg arbeitete Jablon als Bankdirektor für die Banque Rothschild in Paris. Nach seiner Pensionierung war er noch bis in die 1990er Jahre als Finanz- und Wirtschaftsfachmann tätig.
Robert Jablon war mit Eva Silbermann verheiratet. Aus der Ehe ging ein Sohn hervor.